# Johann Holler
Johann Holler (* 28. November 1745 in Hodorf; † 31. Oktober 1803 in Rendsburg) war ein deutscher Zimmermeister, Bauunternehmer und Holzhändler, der am Bau des Eider-Kanals beteiligt war.

## Leben und Wirken
Johann Holler war ein Sohn des Schusters und Fährmanns Marcs Holler (* 14. September 1703 in Hodorf; † 7. April 1759 ebenda) und dessen Ehefrau Magdalena, geborene Lose (* um 1721 in Pritzen; † 11. Dezember 1775 in Hodorf).
Holler besuchte eine Dorfschule in Heiligenstedten und absolvierte in Itzehoe eine Ausbildung zum Zimmermann. Danach arbeitete er als Zimmermann in Hamburg und als Schiffszimmermann auf See. Im November 1764 erlitt er Schiffbruch vor der Küste der Niederlande, wo er anschließend im landwirtschaftlichen Wasserbau tätig war. Danach ging er zurück nach Schleswig-Holstein und eröffnete in Wilster eine eigene Zimmerei. Kurze Zeit später arbeitete in der Werkstatt sein jüngerer Bruder Hartwig. Dieser hatte bei einem Onkel in Wilster eine kaufmännische Ausbildung erhalten.
1772 errichtete Holler erstmals „Schneckenmühlen“, die Ländereien der Wilstermarsch entwässern sollten. Holler kannte diese Mühlen aus seiner Zeit in den Niederlanden. Es handelte sich hierbei um windgetriebene Schöpfwerke, die mittels einer archimedischen Schraube Wasser förderten. Aufgrund der besseren Leistung ersetzten sie bis dahin verwendete Schaufelrad-Schöpfmühlen und fanden schnell Verbreitung in den Elbmarschen Holsteins und Hamburg. Die Zimmerei der Brüder Holler erhielt viele Aufträge und expandierte.
Im Jahr 1777 arbeiten die Brüder als Holzhändler und zogen mit ihrem Unternehmen nach Rendsburg. In den Folgejahren hatten sie großen Anteil am Bau des Schleswig-Holsteinischen Kanals. Sie schafften das Bauholz heran und errichteten Schleusen, Brücken und Bohlwerke der Wasserstraße. Bei der Wasserhaltung der Erdarbeiten kamen Hollers Schneckenmühlen zum Einsatz. Mit den Arbeiten am Kanal und im Entwässerungssystem vollbrachte Holler eine Leistung, die weit über Zimmerer seiner Zeit hinausreichte. Im modernen Sinne arbeitete er hier als Ingenieur.
Nach dem Abschluss des Kanalbaus 1784 stellte der Holzhandel die wichtigste Sparte der Brüder Holler dar. Da Rendsburg am Kanal lag, konnten sie mit eigenen Schiffen Holz aus Skandinavien beschaffen. Nachdem Johann Holler verstorben war, übernahm Hartwig Holler die alleinige Geschäftsführung. 1817 übernahm sie dessen Sohn Markus Hartwig, der aus dem Betrieb später die Büdelsdorfer Carlshütte machte.

## Familie
Holler heiratete am 17. November 1774 in Wilster Margaretha Lühr (* 1755 in Wilster; † 16. September 1797 in Rendsburg). Ihr Vater Michael Lühr arbeitete als Brauer und war verheiratet mit Engelke, geborene Eggen. Das Ehepaar Holler hatte drei Söhne und vier Töchter. Der Sohn Marcs (Max) (* 17. August 1775 in Wilster; † 30. Juni 1814 in Rendsburg) arbeitete in Rendsburg als Kaufmann. Die Tochter Friderica Margaretha (* 8. Januar 1789) heiratete in zweiter Ehe den Oberkriegskommissar Georg Ferdinand von Mechlenburg.